# 77318 Danieltsui
77318 Danieltsui è un asteroide della fascia principale. Scoperto nel 2001, presenta un'orbita caratterizzata da un semiasse maggiore pari a 2,3007044 UA e da un'eccentricità di 0,0942016, inclinata di 5,18171° rispetto all'eclittica.